# Tennis Napoli Cup

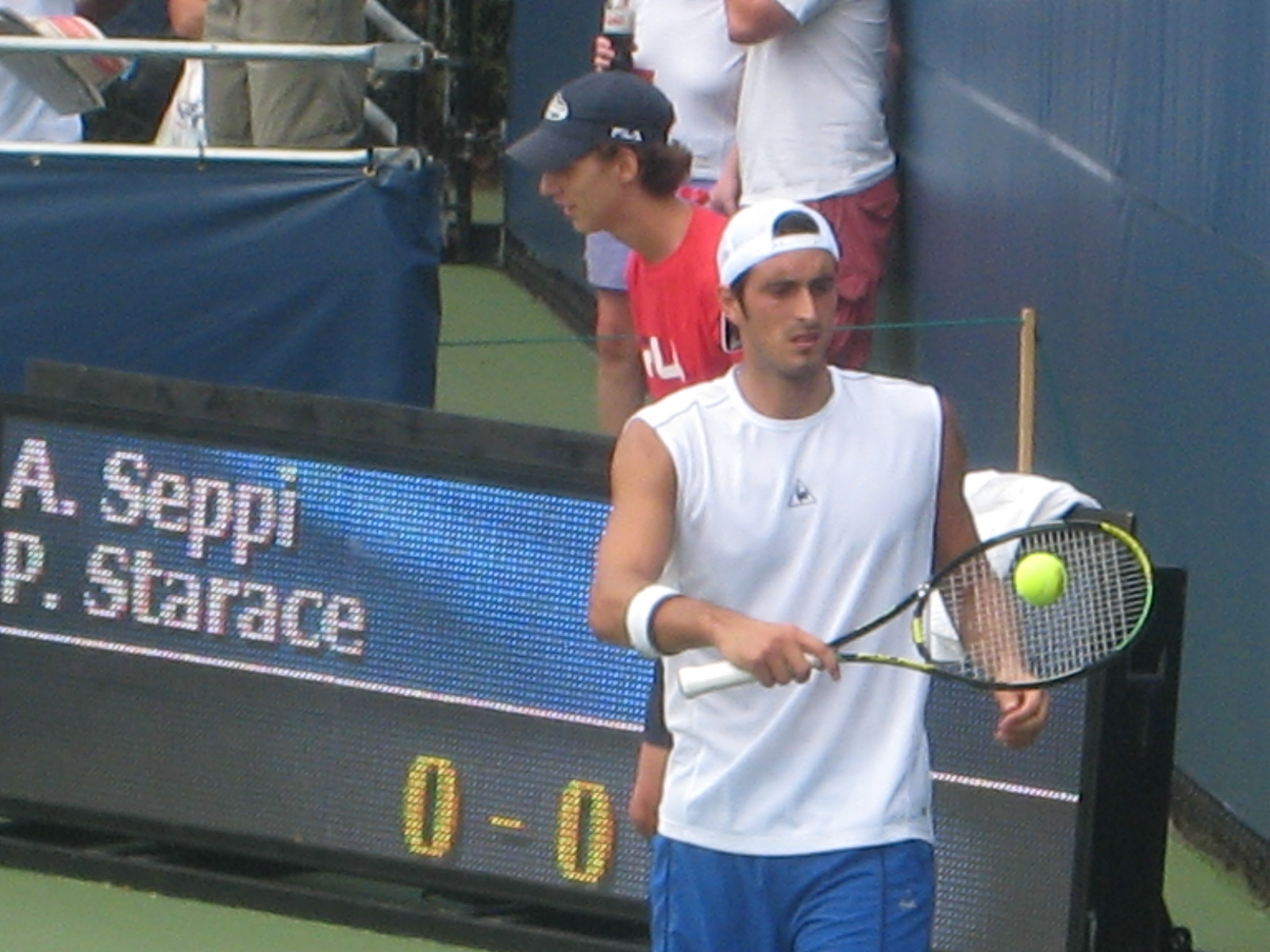
El italiano Potito Starace después de ser finalista en el año 2005, consiguió un tricampeonato al obtener el título en los años 2006, 2007 y 2008 consecutivamente.

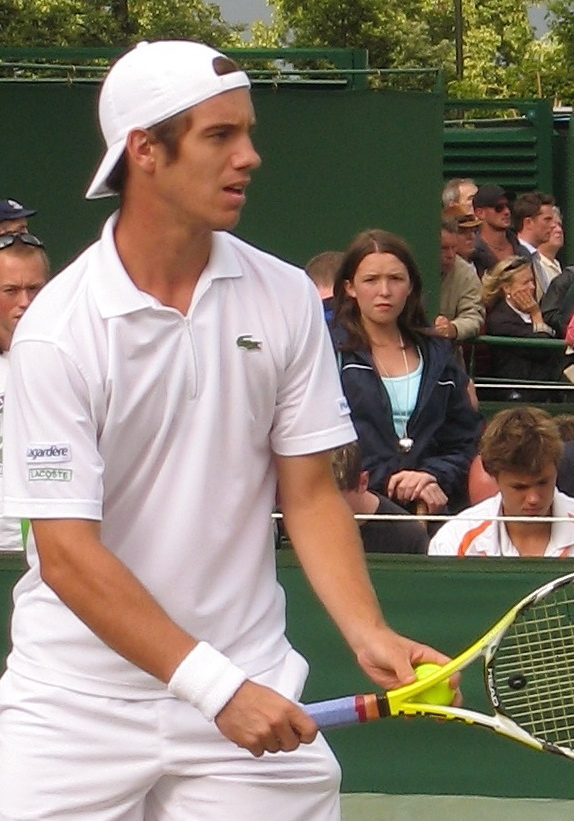
El francés Richard Gasquet ganó las ediciones en individuales de los años 2003 y 2005

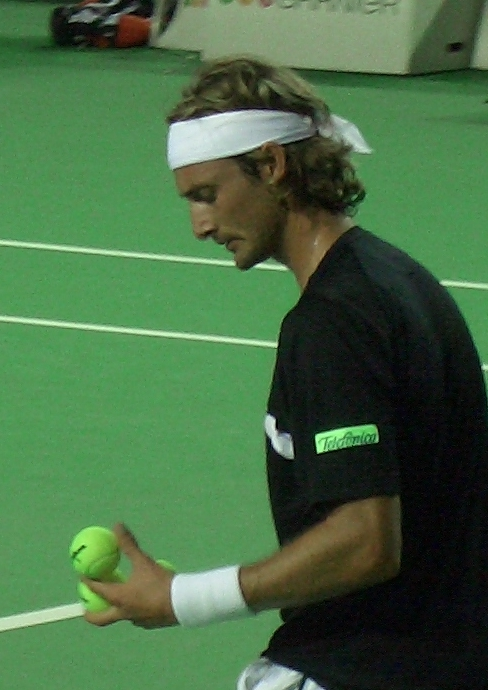
El ex número uno del ranking ATP, el español Juan Carlos Ferrero obtuvo el título en 1999, en modalidad individuales

EL Tennis Napoli Cup es un torneo profesional de tenis perteneciente al ATP Challenger Tour. Se juega desde el año 1995 sobre pistas de tierra batida, en Nápoles, Italia.

## Palmarés

### Individuales
| Año       | Campeón                 | Finalista                   | Resultado           |
| --------- | ----------------------- | --------------------------- | ------------------- |
| 2024      | Luca Nardi              | Pierre-Hugues Herbert       | 5–7, 7–6(3), 6–2    |
| 2023      | No se disputó           | No se disputó               | No se disputó       |
| 2022      | Lorenzo Musetti         | Matteo Berrettini           | 7–6(5), 6–2         |
| 2021      | Tallon Griekspoor       | Andrea Pellegrino           | 6–3, 6–2            |
| 2017-2020 | No se disputó           | No se disputó               | No se disputó       |
| 2016      | Jozef Kovalík           | Arthur De Greef             | 6–3, 6–2            |
| 2015      | Daniel Muñoz de la Nava | Matteo Donati               | 6–2, 6–1            |
| 2014      | No se disputó           | No se disputó               | No se disputó       |
| 2013      | Potito Starace          | Alessandro Giannessi        | 6–2, 2–0 ret.       |
| 2012      | Andrey Kuznetsov        | Jonathan Dasnières de Veigy | 7–6(6), 7–6(6)      |
| 2011      | Thomas Schoorel         | Filippo Volandri            | 6–2, 7–6(4)         |
| 2010      | Rui Machado             | Federico del Bonis          | 6–4, 6–4            |
| 2009      | Pablo Cuevas            | Victor Crivoi               | 6–1, 6–3            |
| 2008      | Potito Starace          | Marcos Daniel               | 6–4, 4–6, 7–6(3)    |
| 2007      | Potito Starace          | Younes El Aynaoui           | 7–5, 6–2            |
| 2006      | Potito Starace          | Alessio di Mauro            | 6–0, 5–1 retired    |
| 2005      | Richard Gasquet         | Potito Starace              | 4–6, 6–3, 7–5       |
| 2004      | Gilles Müller           | Arnaud di Pasquale          | 7–6(7), 6–7(1), 6–1 |
| 2003      | Richard Gasquet         | Gilles Müller               | 6–4, 6–4            |
| 2002      | David Ferrer            | Jean-René Lisnard           | 6–1, 6–1            |
| 2001      | No se disputó           | No se disputó               | No se disputó       |
| 2000      | No se disputó           | No se disputó               | No se disputó       |
| 1999      | Juan Carlos Ferrero     | Juan Albert Viloca          | 3–6, 7–6, 6–1       |
| 1998      | Davide Sanguinetti      | Marat Safin                 | 6–4, 6–4            |
| 1997      | Dinu Pescariu           | Oliver Gross                | 6–4, 6–2            |
| 1996      | Félix Mantilla          | Karim Alami                 | 6–3, 7–5            |
| 1995      | Thomas Johansson        | Frederic Vitoux             | 6–0, 6–0            |

### Dobles
| Año       | Campeones                                 | Finalistas                               | Resultado        |
| --------- | ----------------------------------------- | ---------------------------------------- | ---------------- |
| 2025      | Alexander Erler Constantin Frantzen       | Geoffrey Blancaneaux Albano Olivetti     | 6–4, 6–4         |
| 2024      | Guido Andreozzi Miguel Ángel Reyes-Varela | Théo Arribagé Victor Vlad Cornea         | 6–4, 1–6, [10–7] |
| 2023      | No se disputó                             | No se disputó                            | No se disputó    |
| 2022      | Ivan Dodig Austin Krajicek                | Matthew Ebden John Peers                 | 6–3, 1–6, [10–8] |
| 2021      | Dustin Brown Andrea Vavassori             | Mirza Bašić Nino Serdarušić              | 7–5, 7–6(5)      |
| 2017-2020 | No se disputó                             | No se disputó                            | No se disputó    |
| 2016      | Gero Kretschmer Alexander Satschko        | Matteo Donati Stefano Napolitano         | 6–1, 6–3         |
| 2015      | Ilija Bozoljac Filip Krajinović           | Nikoloz Basilashvili Alexander Bury      | 6–1, 6–2         |
| 2014      | No se disputó                             | No se disputó                            | No se disputó    |
| 2013      | Stefano Ianni Potito Starace              | Alessandro Giannessi Andrey Golubev      | 6–1, 6–3         |
| 2012      | Laurynas Grigelis Alessandro Motti        | Rameez Junaid Igor Zelenay               | 6–4, 6–4         |
| 2011      | Travis Rettenmaier Simon Stadler          | Travis Parrott Andreas Siljeström        | 6–4, 6–4         |
| 2010      | Dustin Brown Jesse Witten                 | Rohan Bopanna Aisam-ul-Haq Qureshi       | 7–6(4), 7–5      |
| 2009      | Pablo Cuevas David Marrero                | Lukáš Rosol Frank Moser                  | 6–4, 6–3         |
| 2008      | Tomáš Cibulec Jaroslav Levinský           | Frederico Gil Luis Horna                 | 6–1, 6–3         |
| 2007      | Flavio Cipolla Marcel Granollers          | Marco Crugnola Alessio di Mauro          | 6–4, 6–2         |
| 2006      | Tomáš Cibulec Łukasz Kubot                | Simone Bolelli Fabio Fognini             | 7–5, 4–6, 10–7   |
| 2005      | Janko Tipsarević Jiří Vaněk               | Massimo Bertolini Uros Vico              | 3–6, 6–4, 6–2    |
| 2004      | Tomas Behrend Giorgio Galimberti          | Michal Tabara Jiří Vaněk                 | 6–1, 6–3         |
| 2003      | Massimo Bertolini Giorgio Galimberti      | Amir Hadad Christophe Rochus             | 2–6, 7–5, 6–4    |
| 2002      | Gabriel Trifu Vladimir Voltchkov          | Leonardo Olguin Martín Vassallo Argüello | 7–5, 7–6(5)      |
| 2001      | No se disputó                             | No se disputó                            | No se disputó    |
| 2000      | No se disputó                             | No se disputó                            | No se disputó    |
| 1999      | Marcos Ondruska Jack Waite                | Massimo Bertolini Cristian Brandi        | 6–4, 7–6         |
| 1998      | Massimo Bertolini Devin Bowen             | Tamer El Sawy Gábor Köves                | 7–6, 6–2         |
| 1997      | Aleksandar Kitinov Tom Vanhoudt           | Tomás Carbonell Francisco Roig           | 7–6, 6–4         |
| 1996      | Omar Camporese Diego Nargiso              | Ģirts Dzelde Tomas Nydahl                | 3–6, 6–4, 7–6    |
| 1995      | Stefano Pescosolido Vincenzo Santopadre   | Kent Kinnear Jack Waite                  | 6–1, 3–6, 6–3    |